# PortMiami

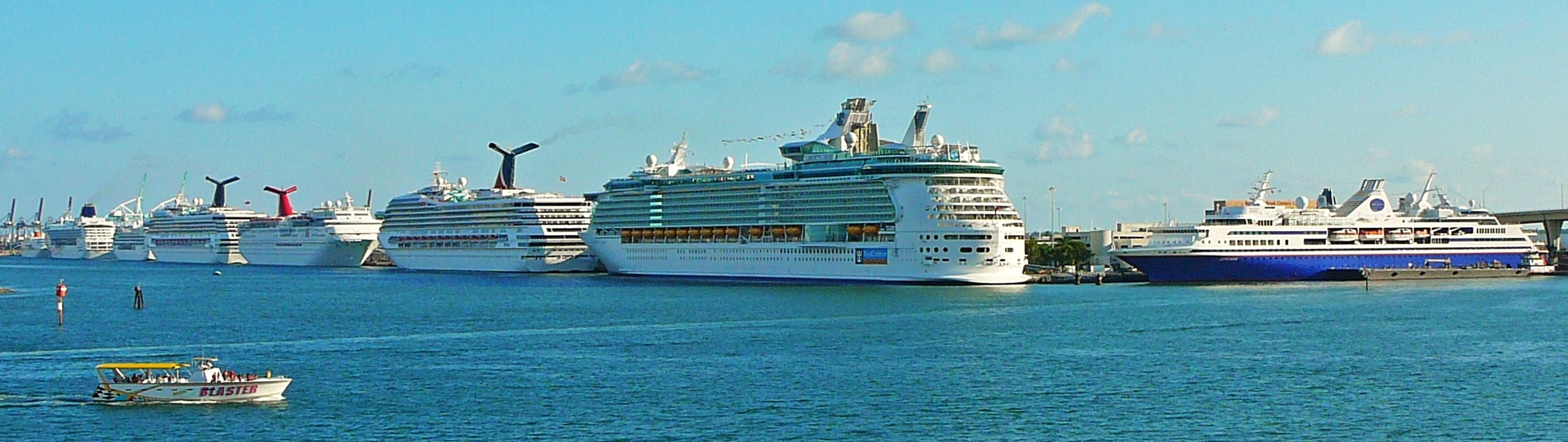
Kreuzfahrtschiffe im Hafen von Miami

Der PortMiami (auch Dante B. Fascell Port of Miami) ist ein Seehafen in Miami im US-Bundesstaat Florida. Die Hafenanlagen befinden sich in der Biscayne Bay auf der künstlichen Insel Dodge Island am Atlantik und wurden 1960 massiv ausgebaut.
Der Hafen ist der größte Floridas und gehört zu den elf größten Containerhäfen in den Vereinigten Staaten. Zudem ist er seit vielen Jahren der größte Kreuzfahrthafen der Welt. Im Jahr 2012 wurde der Hafen von rund 3,77 Millionen Passagieren genutzt. Gleichzeitig wurden rund 8,1 Millionen Tonnen Fracht umgeschlagen, was etwa 0,9 Millionen Twenty-foot Equivalent Units (TEUs) entspricht. Die Hafenfläche entspricht der Ausdehnung der Insel und beträgt 522 Acre, also etwa 211 Hektar.
Früher erfolgte die Anbindung der Hafenanlagen ans Straßennetz über die State Road 886. Im August 2014 wurde jedoch der neue Port-Miami-Tunnel eröffnet, der eine 1,21 km lange Untermeeresverbindung vom MacArthur Causeway direkt zur Insel darstellt. Dadurch wurde eine Entlastung des Stadtzentrums von Miami vom Schwerlastverkehr erreicht.
Hafendirektor ist Hydi Webb.